# Awtandil Ghoghoberidze
Awtandil Ghoghoberidze, gruz. ავთანდილ ღოღობერიძე, ros. Автандил Николаевич Гогоберидзе, "Awtandil Nikołajewicz Gogoberidze (ur. 3 sierpnia 1922 w Suchumi, zm. 20 listopada 1980 w Tbilisi) – gruziński piłkarz, grający na pozycji napastnika, reprezentant ZSRR, trener piłkarski.

## Kariera piłkarska

### Kariera klubowa
W 1939 rozpoczął karierę piłkarską w miejscowym Piszczewiku Suchumi, skąd w następnym roku przeszedł do Dinama Suchumi. Po zakończeniu II wojny światowej został piłkarzem Dinama Tbilisi, w którym występował do zakończenia kariery w 1961 roku. Miał wtedy 40 lat. Przez swoją długą piłkarską karierę zawsze był przykładem dla młodzieży, nie tracąc swoje umiejętności strzeleckie.

### Kariera reprezentacyjna
15 lipca 1952 debiutował w składzie reprezentacji ZSRR w wygranym 2:1 meczu z Bułgarią na Letnich Igrzyskach Olimpijskich w Helsinkach. Łącznie w pierwszej reprezentacji rozegrał 3 mecze, w których strzelił 1 gola. Również bronił barw olimpijskiej reprezentacji ZSRR.

## Kariera trenerska
Po zakończeniu kariery piłkarskiej rozpoczął pracę trenerską. Najpierw pracował na stanowisku głównego trenera, a potem dyrektora w Dinamo Tbilisi. Potem prowadził Lokomotiwi Tbilisi. Od 1967 po wypadku samochodowym stracił głos i był przykuty do łóżka. 20 listopada 1980 zmarł w Tbilisi.

## Gruzińska „Drużyna Marzeń”
W 1998 roku z inicjatywy gazety sportowej Sarbieli przeprowadzony został plebiscyt, którego celem było wyłonienie: najlepszego piłkarza, trenera oraz jedenastki gruzińskiego futbolu w XX wieku. Zwycięzcami plebiscytu zostali: Micheil Meschi (piłkarz) i Nodar Achalkaci (trener). W składzie „Drużyny Marzeń” znaleźli się: Sergo Kotrikadze (bramkarz), Rewaz Dzodzuaszwili, Aleksandre Cziwadze, Murtaz Churcilawa, Giwi Czocheli (obrońcy), Witali Daraselia, Awtandil Ghoghoberidze, Dawit Kipiani (pomocnicy), Slawa Metreweli, Micheil Meschi i Boris Paiczadze (napastnicy).

## Sukcesy i odznaczenia

### Sukcesy klubowe
- wicemistrz ZSRR: 1951, 1953
- brązowy medalista Mistrzostw ZSRR: 1946, 1947, 1950, 1959

### Sukcesy trenerskie
- mistrz ZSRR: 1964

### Sukcesy indywidualne
- król strzelców mistrzostw ZSRR: 1951 (16 goli), 1953
- 6-krotnie wybrany do listy 33 najlepszych piłkarzy ZSRR: Nr 1 (1951), Nr 2 (1950, 1952, 1953, 1959), Nr 3 (1956)
- rekordzista klubu Dinama Tbilisi w ilości strzelonych bramek: 127 goli

### Odznaczenia
- tytuł Zasłużonego Mistrza Sportu ZSRR: 1951
- Order Czerwonego Sztandaru Pracy: 1957